# تئوری توطئه سرکوب انرژی رایگان
تئوری توطئه سرکوب انرژی رایگان یا انرژی آزاد (انگلیسی: Free energy suppression conspiracy theory) یک تئوری توطئه است که می‌گوید منابع انرژی کم‌هزینه یا حتی فاقد هزینه، سازگار با محیط زیست، و بادوام، توسط حکومت، شرکت‌های انرژی، گروه‌های لابی و یا گروه‌های ذی‌نفوذ سرکوب می‌شود. نظریه‌پردازان این تئوری ادعا می‌کنند وسایلی وجود دارند که قادر به استخراج توان قابل‌توجه و قابل‌استفاده از مخازن انرژی غیر متعارف هستند مانند ژنراتورهای گداخت سرد، ماشین‌های حرکت دائمی، ژنراتورهای مبتنی بر چنبره، دستگاه‌های مبتنی بر انرژی نقطه صفر، و دیگر منابع انرژی اثبات‌نشده و کم‌هزینه، ولی آنها سرکوب می‌شوند تا تولید انرژی توسط سوخت فسیلی یا انرژی هسته‌ای و فروش آنها توجیه‌پذیر باشد.
بعضی مدعی هستند برخی پژوهش‌گرانی که در این حوزه فعالیت می‌کردند سرکوب و حتی کشته شده‌اند، مانند استنلی میر و یوجین مالاو، و بعضی دیگر تحت بایکوت یا آزار و اذیت قرار گرفتند.